# Gustavo Adolfo di Svezia (1906-1947)
Gustavo di Svezia (nome completo in svedese Gustaf Adolf Oscar Frederik Arthur Edmund; Stoccolma, 22 aprile 1906 – Copenaghen, 26 gennaio 1947) è stato un principe svedese, duca di Västerbotten e padre di Carlo XVI Gustavo.

## Biografia

### Gioventù e primi studi

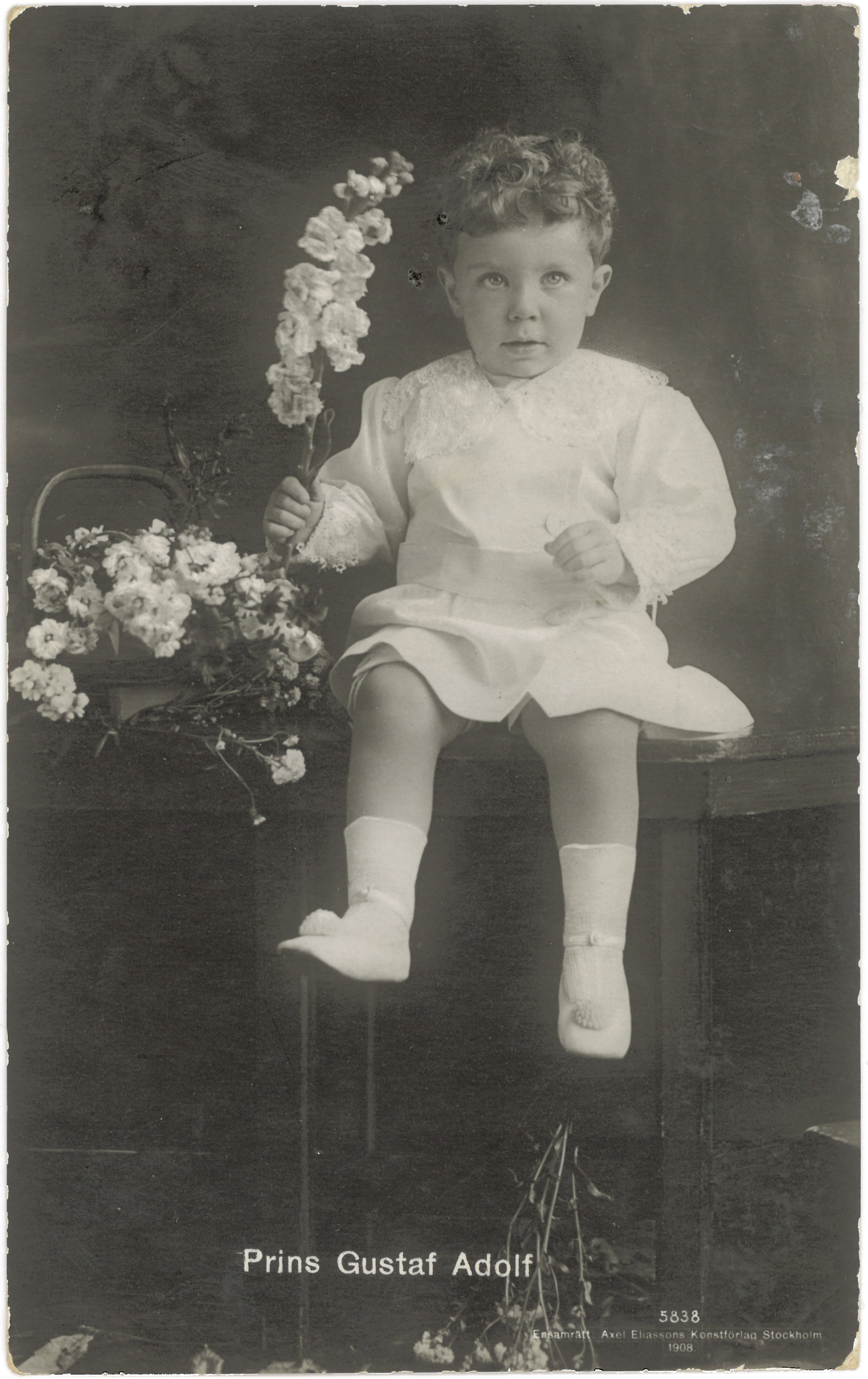
Il principe Gustavo Adolfo nel 1908

Il principe Gustavo Adolfo nacque nel 1906 nel palazzo reale di Stoccolma (durante il regno del bisnonno Oscar II), come primogenito del futuro Gustavo VI Adolfo e di Margherita di Connaught. Il 15 giugno fu battezzato nella Sala del Mare Bianco, diventando il primo principe svedese a indossare l'abito da battesimo reale, utilizzato anche per i suoi fratelli e discendenti. Conosciuto in famiglia come Edmund, durante l'infanzia trascorse le estati nel Palazzo Sofiero e a Bagshot Park, la residenza dei nonni materni.
Inizialmente ricevette un'educazione privata che sua madre era solita seguire quotidianamente, per poi studiare alla Lundsbergs skola dal 1918 al 1924. Tuttavia, il suo soggiorno in collegio si interruppe nella primavera del 1920 per motivi di salute e nel periodo di malattia avvenne la morte di sua madre, alla quale era molto legato. Pare che il lutto avesse rafforzato il suo carattere serio e timido.
Tornò a scuola nel 1921 e sostenne gli esami nel maggio del 1925 all'interno del palazzo reale. In gioventù sviluppò interesse per lo sport e la vita all'aria aperta, praticando equitazione, tiro a segno e sci di fondo.

### Istruzione superiore
Nel giugno 1925 entrò nella scuola di cavalleria di Eksjö e nel 1926-1927 all'Accademia Militare Reale, ma dall'inverno del 1929 interruppe gli studi militari per frequentare l'Università di Uppsala, secondo un programma formativo elaborato dal rettore Ludvig Stavenow. Le discipline comprendevano scienze politiche, economia e diritto svedese, tedesco e francese. Principalmente ebbe come professori Halvar Sundberg, Dag Hammarskjöld e Carl Axel Reuterskiöld. Nel frattempo migliorò anche le sue competenze linguistiche soggiornando in Francia (1926) e in Austria (1930), dove frequentò la Scuola di equitazione spagnola a Vienna. Parlava anche l'inglese, da lui praticato sin dall'infanzia.

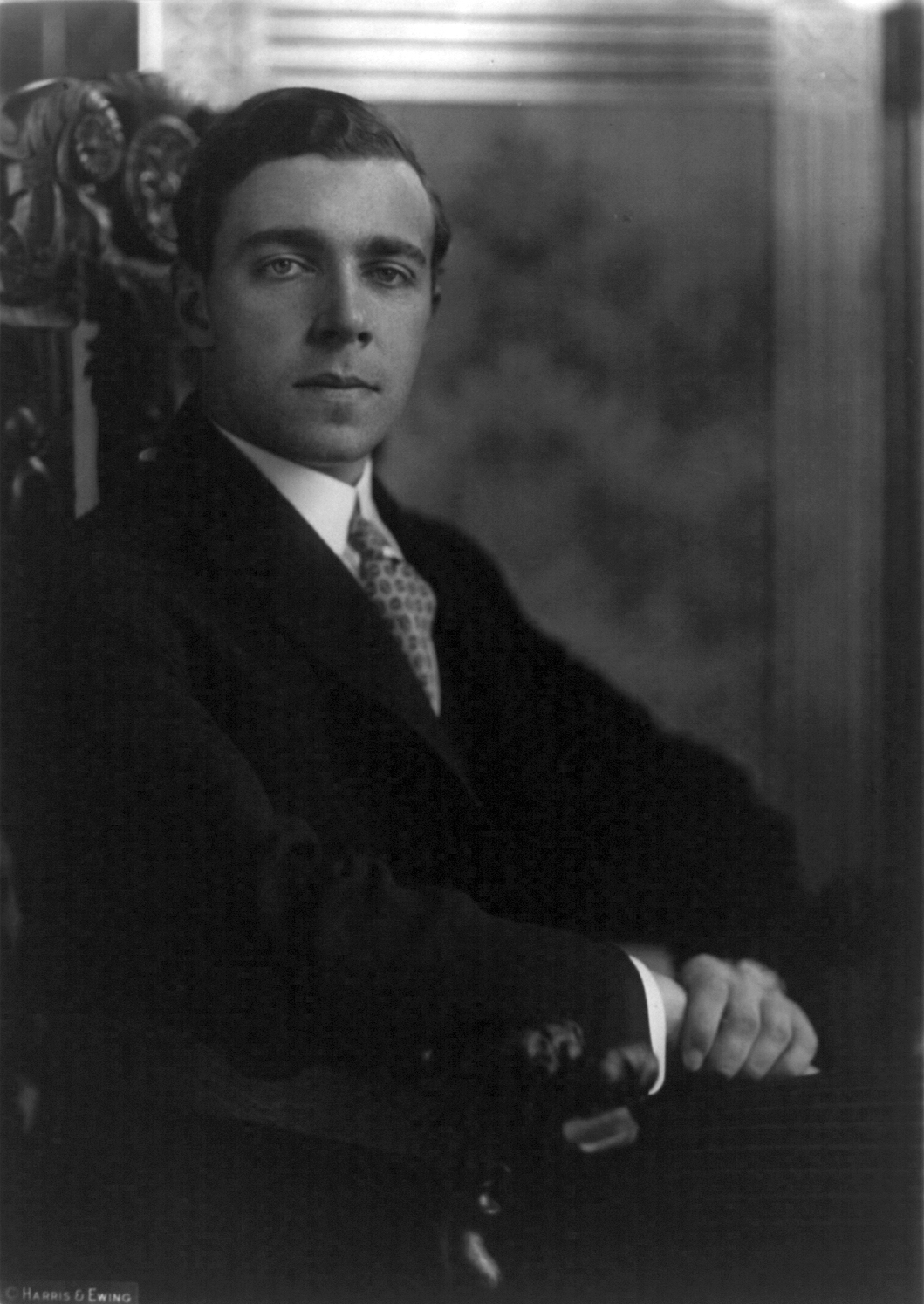
Il principe Gustavo Adolfo nel 1928

In seguito si dedicò con maggior praticità allo studio della società svedese. Nel 1933 studiò contabilità alla Scuola di Economia di Stoccolma e cominciò a visitare la Riksbanken, le compagnie assicurative e le industrie, soprattutto nel Norrland. Dal 1934 al 1936 frequentò il Collegio della Guerra e nell'inverno del 1938-1939 accompagnò il politico Torsten Nothin alle riunioni di diversi consigli di amministrazione.
Nel 1941 acquisì il grado di maggiore e nel 1943 fu promosso a tenente colonnello. Riprese gli studi dopo la guerra e nel 1946 entrò in contatto con il lavoro del Ministero degli Esteri. Sviluppò una mentalità aperta rispetto alla necessità di adattare i metodi lavorativi al progresso della società.

### Matrimonio
Nel 1931, al matrimonio di May di Teck, sua sorella Ingrid gli presentò la principessa Sibilla di Sassonia-Coburgo-Gotha (figlia del duca Carlo Edoardo), di cui era cugino di secondo grado.

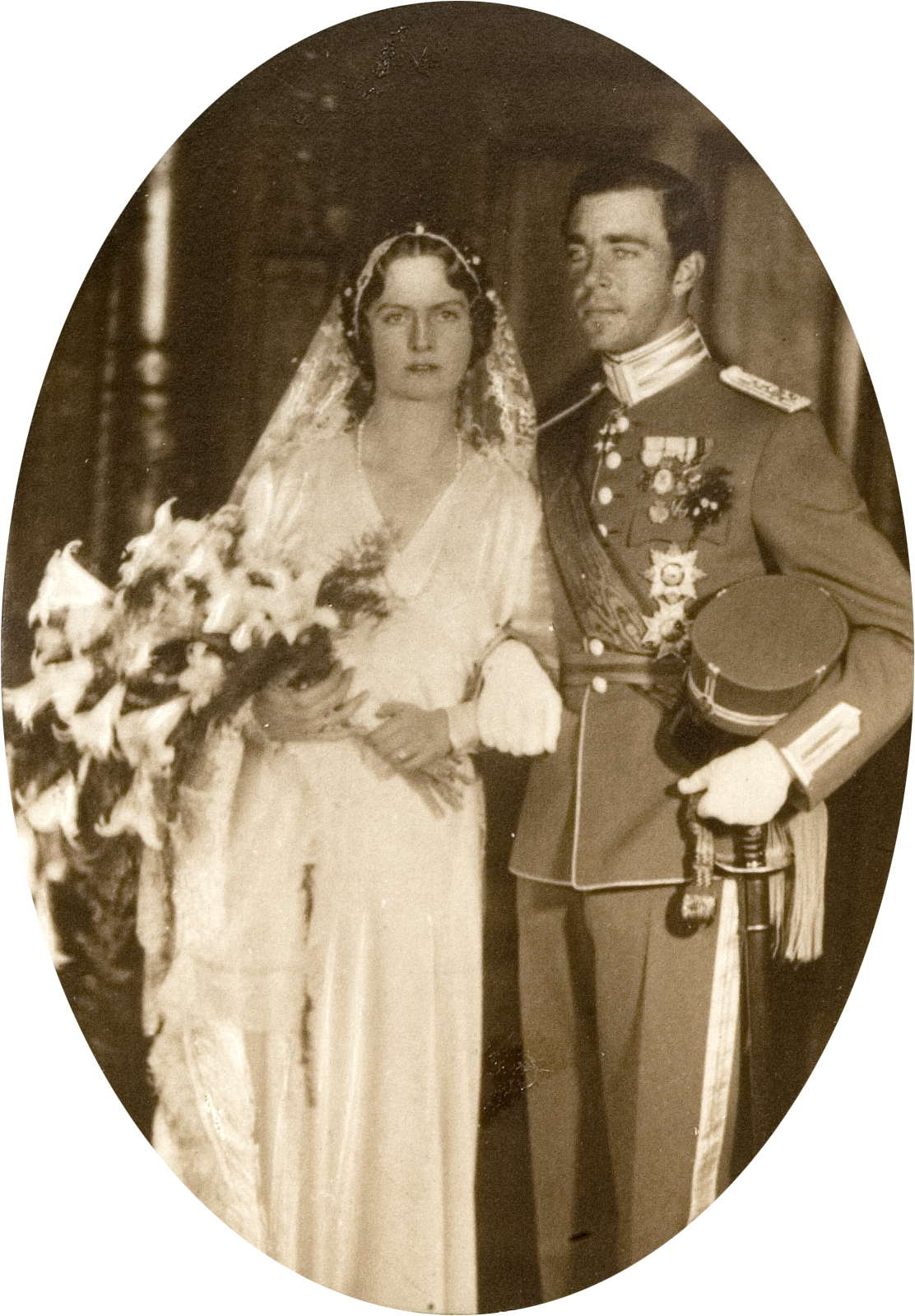
Sibilla e Gustavo Adolfo fotografati nel loro giorno di nozze civili

Il 16 giugno 1932 si fidanzarono ufficialmente, per convolare a nozze civilmente il 19 ottobre nella fortezza di Coburgo e, il giorno seguente, nella chiesa di San Maurizio con rito religioso. Si stabilirono al palazzo di Haga a Solna, dove nacquero i loro cinque figli tra il 1934 e il 1946.

### Attività

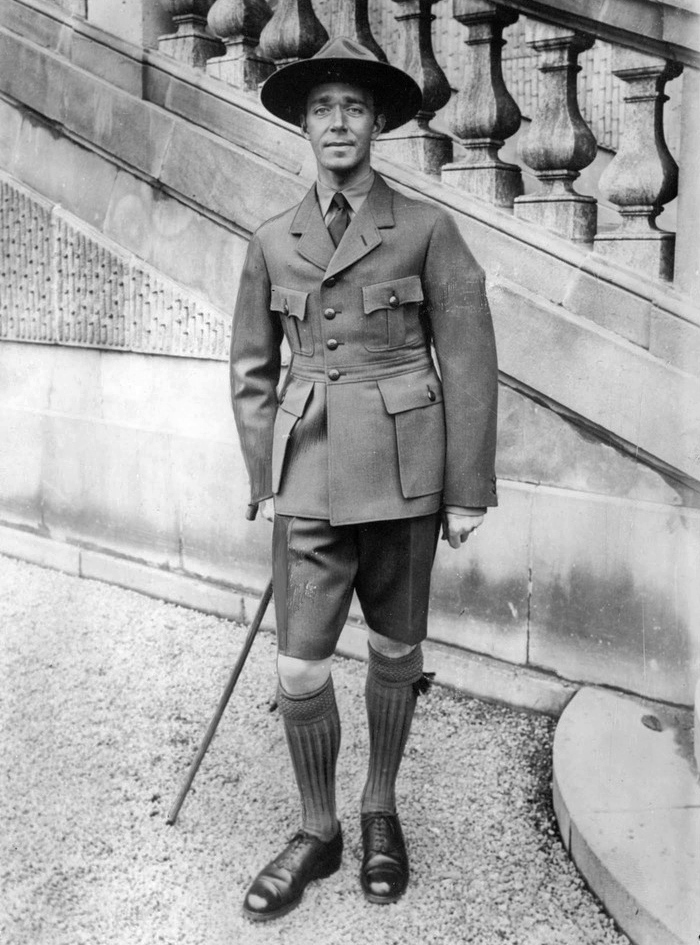
Il principe in divisa scout nel 1932

Nel marzo 1926 ricoprì la carica di reggente per la prima volta. Tra il 1931 e il 1945 gareggiò sui cavalli Don Quijote, Aida e Rockaway. Nel 1932 divenne presidente del Consiglio scout svedese, nel 1933 della Confederazione Sportiva Svedese e del Comitato Olimpico e, nel 1937, dell'Aero Club Reale e del Comitato scout mondiale (in forma onoraria). Nel 1936 divenne campione svedese di scherma e prese parte alle Olimpiadi come membro della squadra equestre svedese, ma venne squalificato poiché il suo cavallo, Aida, non saltò il 13⁰ ostacolo. Dal 1939 presiedette il Kungliga Automobilklubben.
Sostenne con particolare coinvolgimento la Finlandia nella guerra di continuazione e nel 1941 si recò nel paese per un viaggio di studio. Nell'inverno 1941-1942 comandò il 13⁰ battaglione di cavalleria istituito dai Livgardets dragoner e nel 1942 conferì a Carl Gustaf Emil Mannerheim le insegne dell'Ordine della Spada, a nome del nonno Gustavo V. Durante la seconda guerra mondiale gli vennero affidati incarichi sempre più importanti e fu nominato capo del Dipartimento di Stato Maggiore della Difesa nel 1944.
Aveva collaborato con il Dipartimento già nel 1942, con la stesura dell'ordinanza sulla "resistenza in tutte le situazioni". Nel 1943 guidò la stesura della bozza di Om kriget kommer (Se arriva la guerra), un opuscolo distribuito alle famiglie svedesi con le istruzioni su come comportarsi in situazioni belliche. Si impegnò anche nell'educazione delle forze di polizia norvegesi e danesi che servivano in Svezia.

#### Politica e personalità

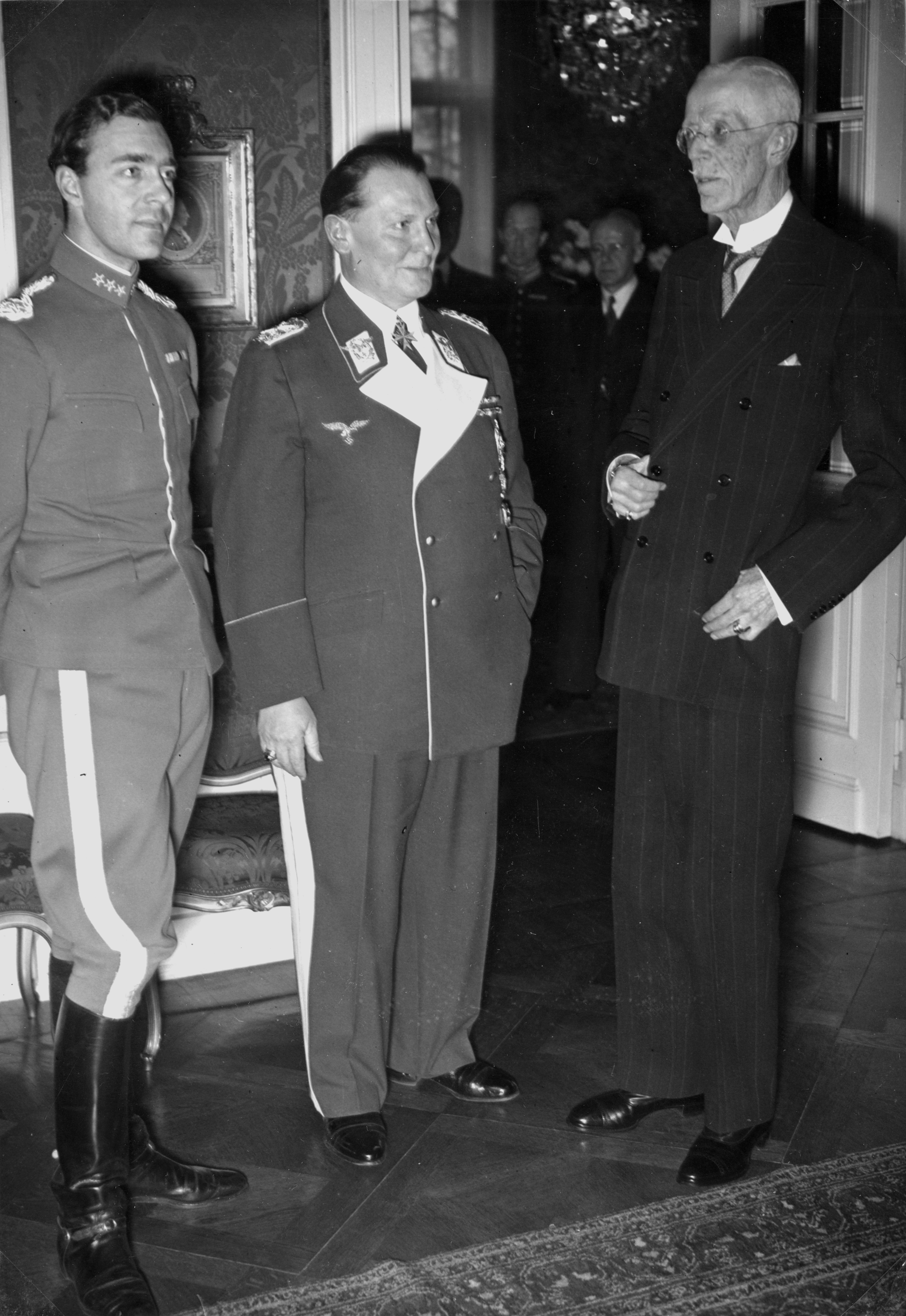
Gustavo Adolfo con Hermann Göring e il nonno Gustavo V, febbraio 1939

Le informazioni sulle opinione politiche del principe sono molto scarse, anche se durante la seconda guerra mondiale venne accusato di nutrire simpatie filonaziste, poiché venne fotografato con personaggi quali Hermann Göring e Adolf Hitler, come in occasione dei giochi olimpici del 1936.
Fu descritto come un uomo dalla solida personalità e con un'impressionante conoscenza della società svedese, il cui successo come professionista militare, seppur tardivamente, rafforzò il senso di fiducia in sé stesso.

### Morte
Gustavo Adolfo rimase ucciso all'età di 40 anni in un incidente aereo il 26 gennaio 1947, presso l'aeroporto danese di Kastrup, vicino Copenaghen. Era di ritorno da una battuta di caccia e da una visita a Giuliana e Bernardo dei Paesi Bassi.
L'aereo decise di sostare a Kastrup per poi ripartire verso Stoccolma. Tuttavia, dopo aver raggiunto un'altitudine di 150 piedi, cominciò a precipitare per poi esplodere all'impatto con il suolo. Persero la vita tutti i 22 passeggeri a bordo, tra cui il conte Albert Stenbock (aiutante del principe), l'attrice Gerda Neumann e il soprano Grace Moore.

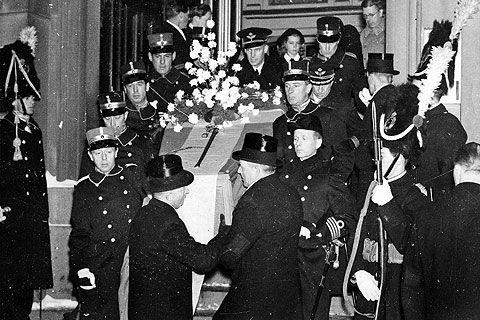
Il funerale di Gustavo Adolfo

Il 4 febbraio si tennero i funerali nella Storkyrkan e venne sepolto al cimitero del palazzo di Haga.

## Discendenza

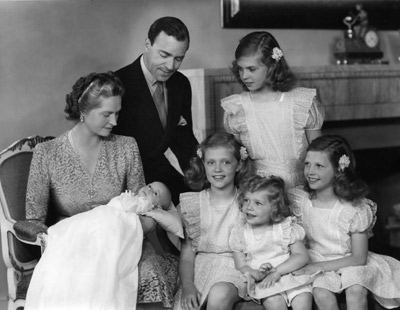
Gustavo Adolfo con moglie e figli nel 1946

Gustavo Adolfo di Svezia e Sibilla di Sassonia-Coburgo-Gotha ebbero quattro figlie e un figlio:
- Principessa Margherita (1934), con il marito John Ambler (1924-2008) ebbe tre figli;
- Principessa Brigitta (1937-2024), con il marito Giovanni Giorgio di Hohenzollern-Sigmaringen (1932-2016) ebbe tre figli;
- Principessa Desirée (1938), con il marito Niclas Silfverschiöld (1934-2017) ebbe tre figli;
- Principessa Cristina (1943), con il marito Tord Magnuson (1941) ebbe tre figli;
- Re Carlo XVI Gustavo (1946), con la moglie Silvia Sommerlath (1943) ebbe tre figli.

## Albero genealogico
|                                      |                                   |                                        | Genitori                              |  |  | Nonni |  |  | Bisnonni           |  |  | Trisnonni         |  |
|                                      |                                   |                                        |                                       |  |  |       |  |  | Oscar II di Svezia |  |  | Oscar I di Svezia |  |
|                                      |                                   |                                        |                                       |  |  |       |  |  | Oscar II di Svezia |  |  | Oscar I di Svezia |  |
|                                      |                                   | Giuseppina di Leuchtenberg             |                                       |  |  |       |  |  | Oscar II di Svezia |  |  |                   |  |
| Gustavo V di Svezia                  |                                   |                                        |                                       |  |  |       |  |  | Oscar II di Svezia |  |  |                   |  |
|                                      |                                   | Sofia di Nassau                        | Guglielmo di Nassau                   |  |  |       |  |  |                    |  |  |                   |  |
|                                      |                                   | Sofia di Nassau                        | Guglielmo di Nassau                   |  |  |       |  |  |                    |  |  |                   |  |
|                                      |                                   | Sofia di Nassau                        | Paolina di Württemberg                |  |  |       |  |  |                    |  |  |                   |  |
| Gustavo VI Adolfo di Svezia          |                                   | Sofia di Nassau                        |                                       |  |  |       |  |  |                    |  |  |                   |  |
|                                      |                                   | Federico I di Baden                    | Leopoldo di Baden                     |  |  |       |  |  |                    |  |  |                   |  |
|                                      |                                   | Federico I di Baden                    | Leopoldo di Baden                     |  |  |       |  |  |                    |  |  |                   |  |
|                                      |                                   | Federico I di Baden                    | Sofia Guglielmina di Svezia           |  |  |       |  |  |                    |  |  |                   |  |
| Vittoria di Baden                    |                                   | Federico I di Baden                    |                                       |  |  |       |  |  |                    |  |  |                   |  |
|                                      |                                   | Luisa di Prussia                       | Guglielmo I di Germania               |  |  |       |  |  |                    |  |  |                   |  |
|                                      |                                   | Luisa di Prussia                       | Guglielmo I di Germania               |  |  |       |  |  |                    |  |  |                   |  |
|                                      |                                   | Luisa di Prussia                       | Augusta di Sassonia-Weimar-Eisenach   |  |  |       |  |  |                    |  |  |                   |  |
| Gustavo Adolfo di Svezia             |                                   | Luisa di Prussia                       |                                       |  |  |       |  |  |                    |  |  |                   |  |
|                                      | Alberto di Sassonia-Coburgo-Gotha | Ernesto I di Sassonia-Coburgo-Saalfeld |                                       |  |  |       |  |  |                    |  |  |                   |  |
|                                      | Alberto di Sassonia-Coburgo-Gotha | Ernesto I di Sassonia-Coburgo-Saalfeld |                                       |  |  |       |  |  |                    |  |  |                   |  |
|                                      | Alberto di Sassonia-Coburgo-Gotha | Luisa di Sassonia-Gotha-Altenburg      |                                       |  |  |       |  |  |                    |  |  |                   |  |
| Arturo di Sassonia-Coburgo-Gotha     | Alberto di Sassonia-Coburgo-Gotha |                                        |                                       |  |  |       |  |  |                    |  |  |                   |  |
|                                      |                                   | Vittoria del Regno Unito               | Edoardo Augusto di Hannover           |  |  |       |  |  |                    |  |  |                   |  |
|                                      |                                   | Vittoria del Regno Unito               | Edoardo Augusto di Hannover           |  |  |       |  |  |                    |  |  |                   |  |
|                                      |                                   | Vittoria del Regno Unito               | Vittoria di Sassonia-Coburgo-Saalfeld |  |  |       |  |  |                    |  |  |                   |  |
| Margherita di Sassonia-Coburgo-Gotha |                                   | Vittoria del Regno Unito               |                                       |  |  |       |  |  |                    |  |  |                   |  |
|                                      |                                   | Federico Carlo di Prussia              | Carlo di Prussia                      |  |  |       |  |  |                    |  |  |                   |  |
|                                      |                                   | Federico Carlo di Prussia              | Carlo di Prussia                      |  |  |       |  |  |                    |  |  |                   |  |
|                                      |                                   | Federico Carlo di Prussia              | Maria di Sassonia-Weimar-Eisenach     |  |  |       |  |  |                    |  |  |                   |  |
| Luisa Margherita di Prussia          |                                   | Federico Carlo di Prussia              |                                       |  |  |       |  |  |                    |  |  |                   |  |
|                                      |                                   | Maria Anna di Anhalt                   | Leopoldo IV di Anhalt-Dessau          |  |  |       |  |  |                    |  |  |                   |  |
|                                      |                                   | Maria Anna di Anhalt                   | Leopoldo IV di Anhalt-Dessau          |  |  |       |  |  |                    |  |  |                   |  |
|                                      |                                   | Maria Anna di Anhalt                   | Federica di Prussia                   |  |  |       |  |  |                    |  |  |                   |  |
|                                      |                                   | Maria Anna di Anhalt                   |                                       |  |  |       |  |  |                    |  |  |                   |  |